# Stora Hästnacken
Stora Hästnacken är en ö i Värmdö kommun tre sjömil sydöst om Södra Ljusterö.
År 1730 anlade bankmannen Johan Söderling ett tegelbruk på Stora Hästnacken. Platsen valdes på grund av den förstklassiga leran och sanden som fanns på ön. Tegelugnen hade en kapacitet på 12 ton tegel per bränning. Bruket var i drift i över 100 år. 1830 fanns ännu 9 bofasta invånare. Idag finns bara smärre rester av tegelbruket kvar på och vid öns södra strand, den enda del av ön som fortfarande befinner sig i enskild ägo. De gamla lertagen har med tiden förvandlats till kärr.
Stora Hästnacken utom själva tegelbruket tillhör Hjälmö-Lådna naturreservat och ägs av Skärgårdsstiftelsen. Växtlivet uppvisar stor artrikedom. Flera omtyckta små badstränder finns på syd- och västsidan av ön. De klippiga stränderna på nordsidan, mot Lilla Hästnacken, erbjuder det största vindskyddet och fungerar som naturhamn.